# سیلا شاهین
سیلا شاهین (ترکمنی: Sıla Şahin؛ زادهٔ ۳ دسامبر ۱۹۸۵) بازیگر و مدل ترک‌تبار اهل آلمان است. پدر او یک هنرپیشه اهل ترکیه است.
عکس عریان او در مه ۲۰۱۱ میلادی در نسخهٔ آلمانی مجلهٔ پلی‌بوی چاپ شد و بدین ترتیب نخستین زن ترکیه‌ای بود که عکسش بر روی جلد این مجله رفت. این موضوع تنش‌ها و مشکلاتی را با اعضای خانواده‌اش ایجاد نمود. او به چهار زبان آلمانی، کردی، ترکی استانبولی و انگلیسی سخن می‌گوید.
از فیلم‌ها یا مجموعه‌های تلویزیونی که وی در آن‌ها نقش داشته‌است، می‌توان به عشق ممنوعه و روزگار خوب، روزگار بد اشاره نمود.